# Angelica roseana
Angelica roseana là một loài thực vật có hoa trong họ Hoa tán. Loài này được L.F.Hend. mô tả khoa học đầu tiên năm 1899.